# Brian Deacon
Brian Deacon (ur. 13 lutego 1949 w Oksfordzie) − brytyjski aktor teatralny, filmowy, głosowi i telewizyjny. Najbardziej znany z roli Jezusa w filmie Jezus (1979), zrealizowanym przez ewangelizacyjną organizację Jesus Film Project.